# Doni Tata Pradita
Doni Tata Pradita (Sleman, Yogyakarta, Indonesia, 21 de enero de 1990) es un piloto de motociclismo que participa en la categoría de Moto2 con el Federal Oil Gresini Moto2.

## Trayectoria
Desde el 2005 al 2007 participó en el Mundial de Motociclismo gracias a la carta de invitación corriendo un gran premio anualmente. En 2008, en cambio, correría todo el campeonato de 250cc consiguiendo tan solo un punto.

En 2009 participó en el Campeonato Mundial de Supersport terminando en el puesto 25.º con 8 puntos.

Tras vencer en el 2012 el campeonato de Indonesia de Supersport ficha por Federal Oil Gresini Moto2 para correr en 2013 en Moto2.

## Resultados

### Por temporada
| Temporada | Categoría | Moto          | Carreras | Victorias | Podios | Pole | V.Rápida | Puntos | Posición |
| --------- | --------- | ------------- | -------- | --------- | ------ | ---- | -------- | ------ | -------- |
| 2005      | 125cc     | Yamaha TZ125  | 1        | 0         | 0      | 0    | 0        | 0      | NC       |
| 2006      | 125cc     | Yamaha YZR125 | 1        | 0         | 0      | 0    | 0        | 0      | NC       |
| 2007      | 250cc     | Yamaha TZ250  | 1        | 0         | 0      | 0    | 0        | 0      | NC       |
| 2008      | 250cc     | Yamaha TZ250  | 16       | 0         | 0      | 0    | 0        | 1      | 28.º     |
| 2013      | Moto2     | Suter MMX2    | 1        | 0         | 0      | 0    | 0        | 0      | NC*      |
| Total     | Total     | Total         | 20       | 0         | 0      | 0    | 0        | 1      |          |